# Pyrorchis
Pyrorchis é um género botânico pertencente à família das orquídeas (Orchidaceae).

## Espécies
1. Pyrorchis forrestii (F.Muell.) D.L.Jones & M.A.Clem., Phytologia 77: 450 (1994 publ. 1995)
2. Pyrorchis nigricans (R.Br.) D.L.Jones & M.A.Clem., Phytologia 77: 449 (1994 publ. 1995)